# 江南油杉
江南油杉（学名：Keteleeria cyclolepis）是松科油杉属的植物，为中国的特有植物。

## 形态
常绿乔木，高可达20米。灰褐色树皮，不规则纵裂，冬芽为圆球形或卵圆形。条形叶子，在枝上排成两列，长2～5厘米，上面亮绿色，通常无气孔线，中脉隆起，下面颜色较浅，沿中脉两侧每边有气孔线10～20条，幼树及萌生枝有密毛，叶较长而宽，先端刺状渐尖。圆柱形或椭圆状圆柱形的球果，长7～15厘米。花期4月，种子10月成熟。

## 分布
分布于中国大陆的湖南、浙江、广西、江西、云南、贵州、广东等地，生长于海拔340米至1,400米的地区，一般生长在山谷边杂木林中、山坡林中、林缘、山坡、马尾松林中及阳坡，目前尚未由人工引种栽培。

## 别名
浙江油杉（中国树木学）